# Igreja Católica no Reino do Congo

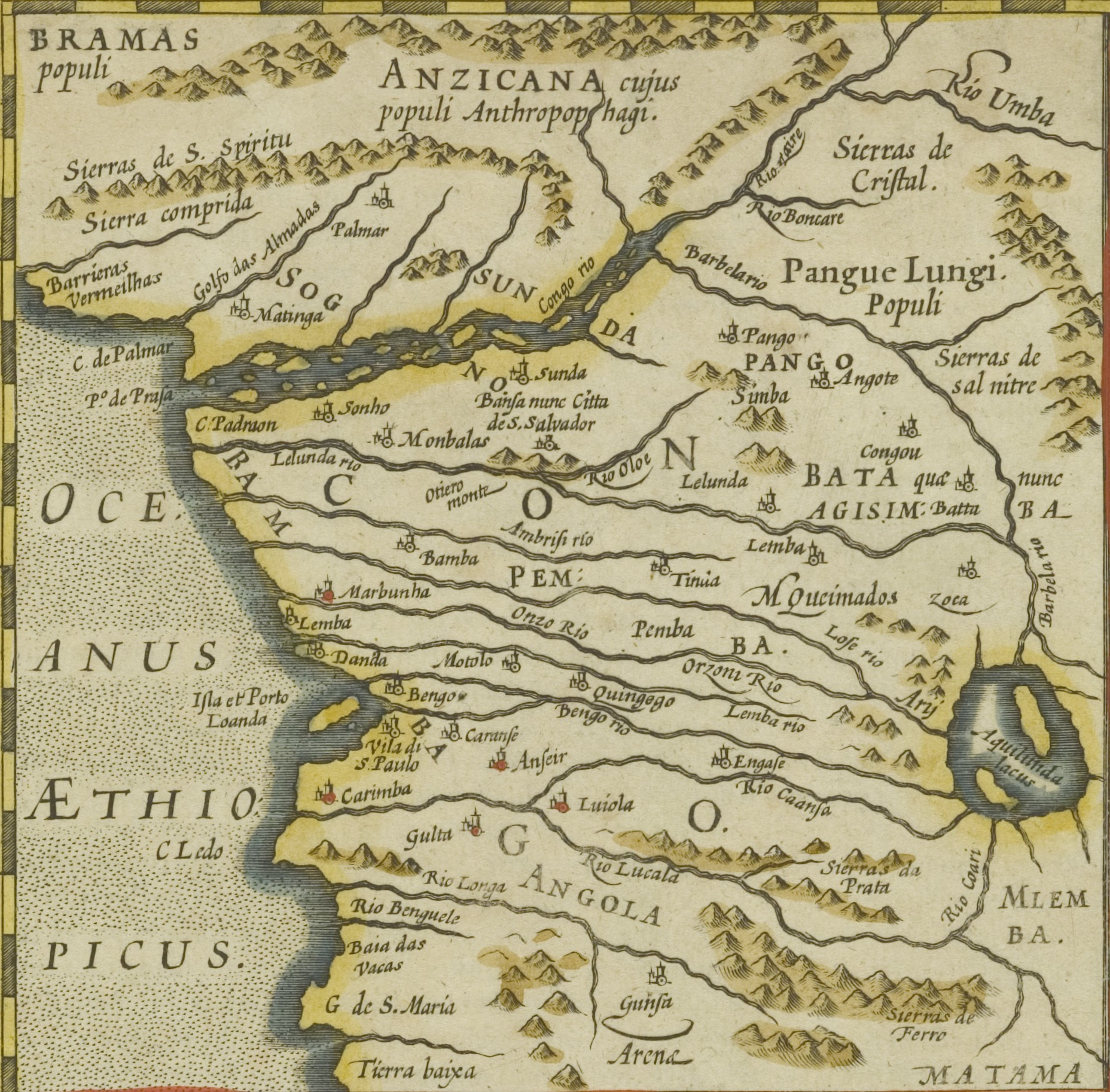
O Reino do Congo

A Igreja Católica chegou ao Reino do Congo logo após os primeiros exploradores portugueses da era dos descobrimentos terem alcançado suas costas em 1483. Os portugueses deixaram vários dos seus e sequestraram um grupo de congoleses, incluindo pelo menos um nobre, Kala ka Mfusu, levando-os a Portugal, onde ficaram um ano, aprenderam português e foram convertidos ao Cristianismo. O grupo retornou ao Congo em 1485 e Kala ka Mfusu liderou uma missão real do manicongo do Congo, Nzinga a Nkuwu, para Portugal. Após sua chegada no final de 1486, a embaixada permaneceu quase quatro anos em Lisboa com os monges de São João Batista. Lá estudaram Cristianismo e português com Vicente dos Anjos (que também aprendeu a falar kikongo), e iniciaram uma versão congolesa do cristianismo.
A missão retornou ao Congo no início de 1491, embora Kala ka Mfusu tenha morrido na viagem de volta. O governante provincial de Soyo na costa do Atlântico os recebeu e foi o primeiro a ser batizado. Eles se deslocaram para a capital real em abril e maio, e Manikongo Nzinga a Nkuwu foi batizado em 3 de maio de 1491, assumindo o nome João em homenagem ao rei português, (João II). Muitos de seus oficiais e nobres também foram batizados. Embora inicialmente relutante em permitir o batismo de mulheres, sua esposa, Nzinga a Nlaza, protestou e acabou convencendo-o; ela foi batizada como Rainha Leonor do Congo e tornou-se uma defensora da igreja, pagando despesas com sua própria renda.
Novos missionários chegaram à corte de Nzinga a Nkuwu, a partir de 1508, e muitos acompanharam seu filho Afonso Mvemba a Nzinga até seu posto provincial em Nsundi. Afonso, por sua vez, tornou-se um grande defensor da fé, embora, conforme seu relato posterior, seu pai tenha esfriado na fé e muitos congoleses batizados se afastaram.

## Reinado do rei Afonso

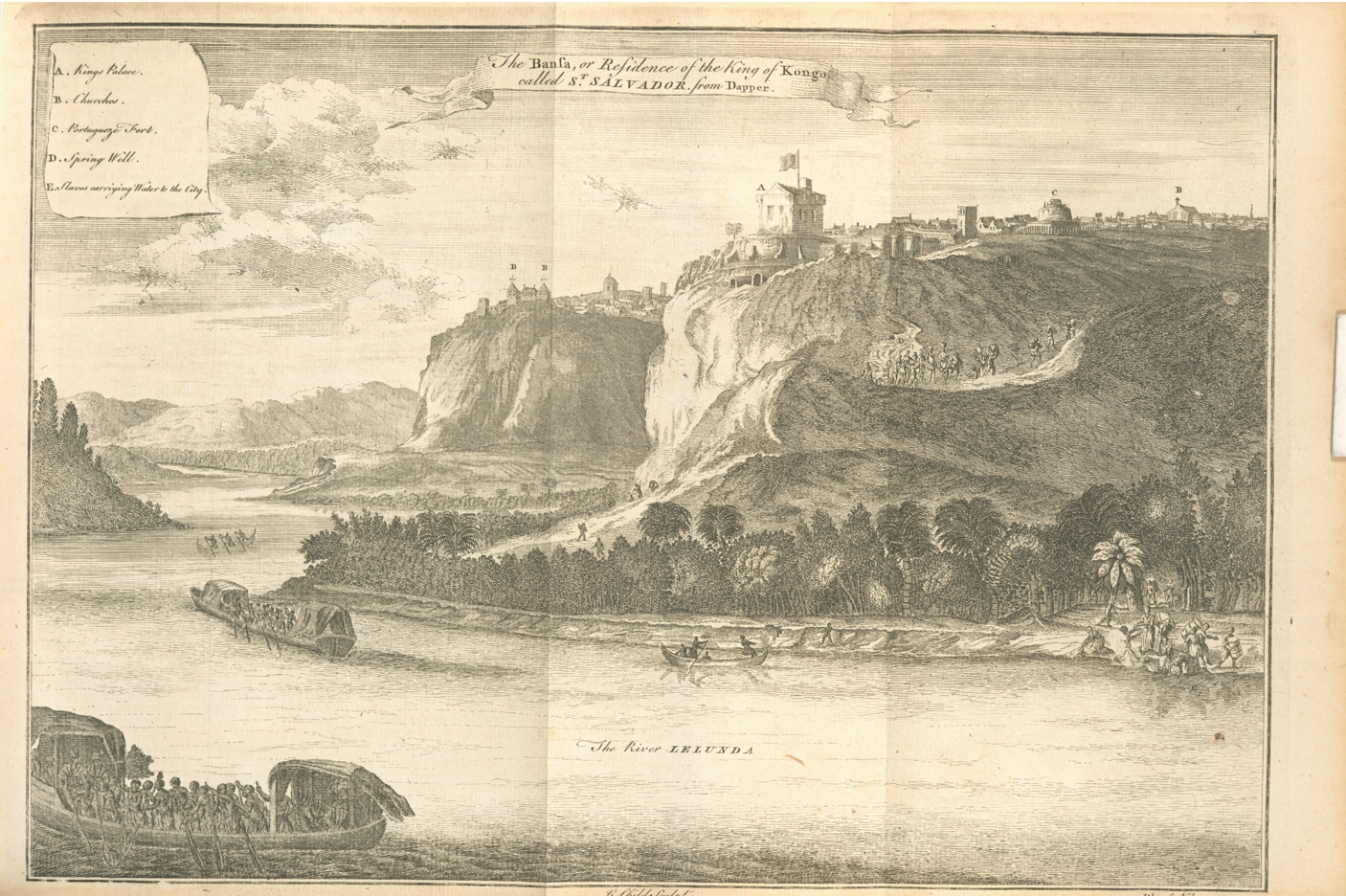
A capital do Manikongo, São Salvador

Afonso, cujas cartas são em grande parte a única fonte para os seguintes eventos de seu reinado, apresentou-se ao mundo como um fervoroso católico, ansioso para espalhar a fé, e também como alguém que sofreu perseguição por ela nos últimos anos do reinado de seu pai. Quando João morreu, provavelmente no final de 1506 ou 1507, o meio‑irmão de Afonso, Mpanzu a Kitima, um dos cristãos relapsos e um rival poderoso, contestou o príncipe pelo trono. Mas Afonso conseguiu derrotar o irmão em batalha, graças a já estar posicionado na capital São Salvador e, segundo seu relato, à aparição sobrenatural de São Tiago no céu, assustando seus inimigos. Em correspondência posterior com Portugal, Afonso decidiu criar um brasão de armas no qual cinco mãos armadas, cada uma empunhando uma espada, eram o elemento principal, junto com um ídolo quebrado destacado. Esse brasão, descrito pela primeira vez em 1512, tornou-se um dos ícones centrais do Congo, enquanto o dia de São Tiago Maior passou a ser o feriado mais importante do Congo, honrando simultaneamente o santo popular entre os exércitos na Ibéria, e o rei Afonso e seu milagre.
Tendo se tornado rei, Afonso empenhou-se em estabelecer uma igreja. Em cartas a Portugal, descreveu algumas medidas: declarou ilegal que pessoas cultuassem ídolos, destruiu uma "casa de ídolos" na capital (diante da ameaça de revolta), e instituiu o dízimo para sustentá‑la financeiramente. A tradição a partir do final do século XVII considerou Afonso como o fundador da igreja, e também atribuiu a história de que ele enterrou sua própria mãe viva "pelo bem do Rei Salvador" quando ela se recusou a tirar um pequeno ídolo que usava no pescoço. O trabalho de Afonso para estabelecer a igreja rendeu-lhe grande elogio fora da África, e o historiador português João de Barros o chamou de "Apóstolo do Congo" em 1552.
Afonso também trabalhou para criar uma interpretação especificamente local do cristianismo, embora os detalhes não sejam bem conhecidos. Ele colaborou com vários padres portugueses, especialmente Rui d'Aguiar, que chegou em 1516, e também com congoleses educados na Europa, principalmente seu filho Henrique Kinu a Mvemba, elevado à condição de bispo em 1518, que atuou no Congo de 1521 até sua morte em 1531.

## Sincretismo religioso
A igreja que Afonso criou não foi uma simples cópia ou extensão da igreja portuguesa, mas desde o início incluiu elementos da teologia do Congo. Por exemplo, os congoleses provavelmente acreditavam que a maioria dos habitantes do outro mundo eram as almas de ancestrais falecidos, e não deuses sem existência material. Assim, o catecismo descrevia a Trindade como "três pessoas" (antu a tatu). Os padres eram chamados pelo mesmo nome do clero anterior (nganga), e o termo ukisi, um substantivo abstrato da mesma raiz de nkisi (tipicamente usado para descrever um amuleto, ou no parlado do século XVI, um "ídolo") era usado para traduzir santo.
De fato, termos religiosos-chave como Deus, santo e espírito foram expressos em termos kikongo diretamente da cosmologia local (Nzambi Mpungu para Deus, nkisi para santo e moyo para espírito ou alma). Isso, por sua vez, tornou a conversão mais fácil, uma vez que a autoidentificação exigia apenas uma simples declaração de fé.
Dessa forma, a Bíblia era chamada de nkanda ukisi, que também pode ser interpretada como "amuleto em forma de livro", e uma igreja era chamada de nzo a ukisi ou "amuleto em forma de edifício". Assim, os santos católicos eram identificados com entidades espirituais locais, e igrejas eram construídas em locais sagrados. Essa teologia, desenvolvida por Afonso e sua equipe em colaboração com padres portugueses, definiu a forma como os congoleses compreendiam a nova religião e, em muitos aspectos, a naturalizou.

## Maturação da Igreja
Apesar de Afonso ser frequentemente creditado por criar e estabelecer a igreja, foi provavelmente seu neto e sucessor Diogo I Nkumbi a Mpudi quem realmente consolidou a igreja. Sob Diogo, cresceu uma organização leiga de professores para apoiar e complementar o sempre escasso número de padres ordenados. Diogo também contou com alguns dos primeiros missionários da Ordem dos Jesuítas, que atuaram no Congo de 1548 a 1555. Diogo colaborou pacificamente com os jesuítas no início, mas à medida que eles exigiam mais respeito e, por vezes, contrariavam seus interesses políticos, ele se desiludiu. A correspondência antagônica com Portugal desse período contribuiu para que Diogo tivesse a reputação de um cristão fraco ou desinteressado, embora os eventos de seu reinado indiquem que essa reputação provavelmente foi injusta. Diogo não só estendeu a igreja às áreas rurais, como também incentivou o trabalho missionário ao norte (no reino de Loango) e ao sul (em Matamba), além de apoiar o trabalho jesuíta em Ndongo.
Ao mesmo tempo, com o fortalecimento da igreja, o rei de Portugal decidiu exercer maior controle sobre ela. Ele formalizou essa tentativa ao fazer o Papa subordinar o Congo ao recém-criado bispo de São Tomé em 1534. Muitos anos se passaram até que o bispo tentasse exercer controle real, na década de 1540, quando Diogo recusou-se a permitir que o bispo demitisse seu confessor pessoal, Manuel Afonso. Contudo, graças à missão de Antonio Vieira (um nobre do Congo) a Lisboa, e Duarte Lopes, um português representando o Congo em Roma, o Papa concedeu ao Congo seu próprio bispado em 1596, com a igreja de São Salvador como catedral. Portugal reivindicou o direito de padroado sobre a nova diocese e buscou usar seu controle sobre o bispo para impor seus próprios interesses no Congo, ligados à nova colônia portuguesa de Angola, fundada em 1575. Após várias disputas entre reis e bispos, em 1624 o bispo transferiu-se permanentemente para Luanda e deixou de ordenar novos clérigos congoleses.

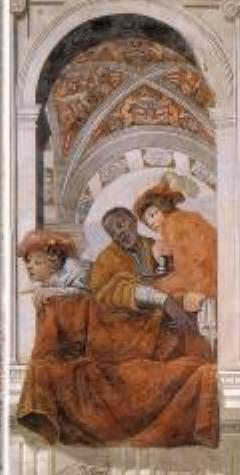
Pintura de Emanuele Ne Vunda, Palácio do Quirinale, Roma, 1615–1616.

Diogo e os reis que o sucederam estabeleceram um laicato forte, responsável geralmente pela educação, enquanto o reduzido número de clérigos ordenados realizava apenas os sacramentos. Esse padrão, visível na história posterior do Congo, provavelmente já existia no final do século XVI. Os ministros leigos eram geralmente designados como mestres (mestres), provenientes da nobreza congolês, recebiam salário do Estado e atuavam no ensino da leitura, educação religiosa e muitas vezes também em tarefas secretariais. Os documentos pessoais de Emanuele Ne Vunda revelam o funcionamento das posições leigas. Quando encarregado da igreja da Trindade em Soyo, ele recebia parte das taxas cobradas por seus serviços, incluindo aquelas de sepultamento. Ao ser nomeado mestre da província de Mpemba, recebia salário de 6 lefuku de nzimbu por mês, e também atuava como secretário. (Um lefuku equivalia a 10.000 conchas nzimbu.).
Em 1604, o rei Álvaro II enviou Ne Vunda como embaixador ao Vaticano Após passar por Brasil e Espanha, chegou a Roma em 3 de janeiro de 1608, mas faleceu dois dias depois devido a doença.
Temos poucas informações sobre o número ou vida desses mestres, embora fossem muito importantes no dia a dia da igreja. Suas atividades explicam como os congoleses comuns mantiveram sua versão do cristianismo mesmo na ausência de clero ordenado. Certamente trabalhavam próximos ao clero secular do país, e são frequentemente mencionados pelos missionários de ordens regulares (principalmente jesuítas e capuchinhos), que visitaram e trabalharam no Congo nos séculos XVII e XVIII.

## Papel do clero regular
O clero regular (monges e ordens docentes) teve papel significativo no desenvolvimento do cristianismo no Congo. Missionários jesuítas estiveram brevemente no século XVI (1548–1555), mas problemas políticos entre eles e o rei Diogo I encerraram a missão.
Uma missão de Carmelitas Descalços atuou no Congo de 1584 a 1588, e os Dominicanos tiveram breve presença em 1610–1612. Entretanto, foi a renovada missão jesuíta e a missão capuchinha que marcaram a presença real das ordens regulares no Congo.
Os jesuítas retornaram em 1619 e, em 1625, inauguraram o colégio de São Salvador, responsável pela educação da elite congolesa em meados do século XVII. João de Paiva, reitor até 1642, foi particularmente importante na formação dos congoleses, e escreveu uma crônica extensa, hoje perdida. Parte do material de Paiva alimentou o Synopsis Annalium de António Franco (1725). Os jesuítas também organizaram confrarias leigas que desempenharam papel importante na política.
Os jesuítas foram seguidos em 1645 pelos capuchinhos. Estes vieram ao Congo principalmente porque os reis congoleses, desde Álvaro II do Congo, estavam insatisfeitos com a falta de ordenações pelo episcopado e com a oposição da coroa portuguesa à ordenação de congoleses. O Congo exigia separação entre sua igreja e a de Portugal, e oposição aos interesses angolanos da colônia rival que frequentemente controlava o bispado. Como compromisso, o Papado decidiu enviar capuchinhos italianos de regiões não hostis a Portugal. Embora oficialmente missionários, os capuchinhos atuavam também como padres paroquianos. Esse papel os colocou frequentemente em conflito com o clero secular, que os capuchinhos acusavam de serem laxistas e tolerantes demais com a religião tradicional congolesa.
Normalmente, os capuchinhos contavam com três ou quatro missionários em todo o Congo, eventualmente até dez, insuficientes para assumir completamente a instrução do povo ou educar além de uma elite de atores políticos e sua equipe. Eles geralmente construíam hospitais próximos a centros políticos como São Salvador, Mbamba e Soyo ou em territórios distantes, como o hospital de Nsuku no norte do país. Lá, eles e seu pessoal de escravos alforriados (nleke), que os carregavam em suas rondas anuais pelo interior. Durante as viagens, paravam em aldeias centrais por alguns dias enquanto pessoas de comunidades vizinhas chegavam, e então realizavam sacramentos, especialmente batismos, para milhares. Não era incomum que missionários de longa data registrassem dezenas de milhares de batismos em seus relatórios, embora muitos menos de casamentos e comunhões.
O papel especial dos capuchinhos na Europa, nas Américas e na África era purificar a prática religiosa dos meios rurais, e no Congo mostraram-se especialmente empenhados em destruir o que consideravam "superstições" da religião congolesa, incluindo a confecção de amuletos (minkisi) e cultos de cura como o kimpasi. Imbuídos do espírito da Contrarreforma, mostraram‑se hostis a muitas práticas locais, tanto na Europa quanto na África. Embora alguns vissem o Congo como uma nação devotamente cristã e tolerante com os costumes locais, muitos escreveram pesadas críticas às práticas, a ponto de Axelsen comparar a relação com os congoleses a algo semelhante a uma guerra até o meado do século XVIII, quando o número reduzido de clérigos estrangeiros permitiu que atores religiosos locais reassumissem posições. Devido a essa literatura, vários estudiosos argumentam que o Congo não aceitou de fato o cristianismo, ou apenas simulou conversão. Contudo, os relatos missionários sugerem fortemente uma compreensão sincrética do cristianismo por parte tanto do povo rural congoles quanto da nobreza, na qual elementos da religião anterior e grande parte de sua cosmologia informaram a prática cristã.

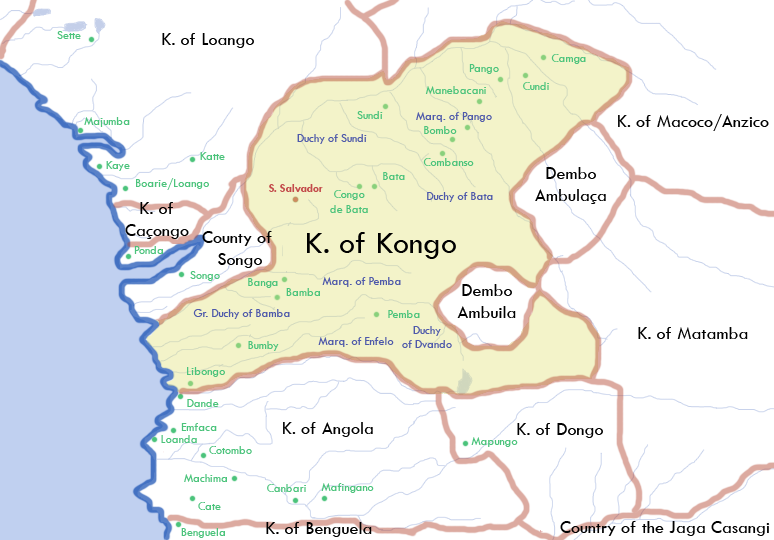
Congo em 1711

Os missionários capuchinhos deixaram relatos extensos do Congo, alguns dos quais são hoje as melhores fontes sobre o país. Giovanni Francesco da Roma (1648), Antonio de Teruel (1664), Girolamo da Montesarchio (1668), Girolamo Merolla da Sorrento (1688), Luca da Caltanisetta (1701), Marcellino d'Atri (1702), Antonio Zucchelli da Gradisca (1712), Bernardo da Gallo (1710), Lorenzo da Lucca (1718), Cherubino da Savona (1775) e Raimondo da Dicomano (1798), entre outros, deixaram relatos detalhados da vida cotidiana, de eventos políticos e observações religiosas. Finalmente, Giovanni Antonio Cavazzi da Montecuccolo, cujo extenso livro de 1687 foi amplamente citado, citado e traduzido, tornou-se uma fonte fundamental para a história da África Central. Suas ilustrações, tanto no manuscrito Araldi (em Modena) quanto em gravuras no livro, são importantes para a compreensão da vida cotidiana.
Após as duas primeiras décadas do século XVIII, menos capuchinhos chegaram ao Congo, e políticas portuguesas que restringiam o acesso de capuchinhos a Angola e ao Congo prejudicaram a missão no século XVIII. Na maior parte do século XVIII, havia apenas um missionário no país, e ao final do século houve vários anos sem capuchinhos. Eles finalmente deixaram a África Central em 1835, tendo seu último missionário no Congo em 1814.

## O Movimento Antoniano
A longa guerra civil do Congo, desencadeada pela derrota na Batalha de Mbwila (1665) e pela crise política subsequente, provocou uma crise na sociedade e na igreja. A quebra da ordem, sem que um rei conseguisse estabelecer autoridade sobre todo o país após a morte de António I na batalha, e o abandono da capital após seu saque em 1678, resultou na partição não oficial do país em campos hostis liderados por reis rivais estabelecidos nas montanhas de Mbula e Kibangu ou na província costeira de Luvota. Suas guerras incessantes causaram deslocamento populacional, escassez de alimentos e aumento do tráfico de escravos. Ademais, a postura dos capuchinhos em relação à elite congolês e às práticas tradicionais do país irritava muitos.
Nesse cenário de crise, surgiu um novo fervor religioso pregado por Beatriz Kimpa Vita, que alegava estar possuída por Santo Antônio de Pádua em 1704. Beatriz pregava que todos os reis deveriam se reunir na antiga e então abandonada capital São Salvador para restaurar o reino. Também introduziu elementos religiosos que afirmava ter recebido de Deus durante visitas semanais ao céu. Entre eles, ensinava que Jesus nascera no Congo e era congoleses, assim como sua mãe e Santo Antônio. Ela afirmava que os sacramentos da igreja eram desnecessários para a salvação, que bastava a intenção do fiel. Alguns viram influência protestante, mas é provável que viesse de concepções religiosas locais de longa data.
Beatriz pregou nos acampamentos de vários reis e enviou seguidores aos outros, eventualmente fixando-se em São Salvador e residindo na catedral arruinada. Pouco depois, ficou grávida e foi presa por forças de Pedro IV, um dos pretendentes. Ele a julgou por bruxaria e a queimou na fogueira em 2 de julho de 1706.
Embora Pedro tenha conseguido restaurar o reino e reocupar São Salvador, sem muita resistência dos antonianos, algumas ideias de Beatriz, incluindo que Jesus era do Congo, persistiram. Crucifixos de bronze produzidos no Congo nos séculos XVIII e XIX frequentemente retratam Jesus como africano e com trajes decorados com desenhos populares no país.

## Arte cristã congolesa

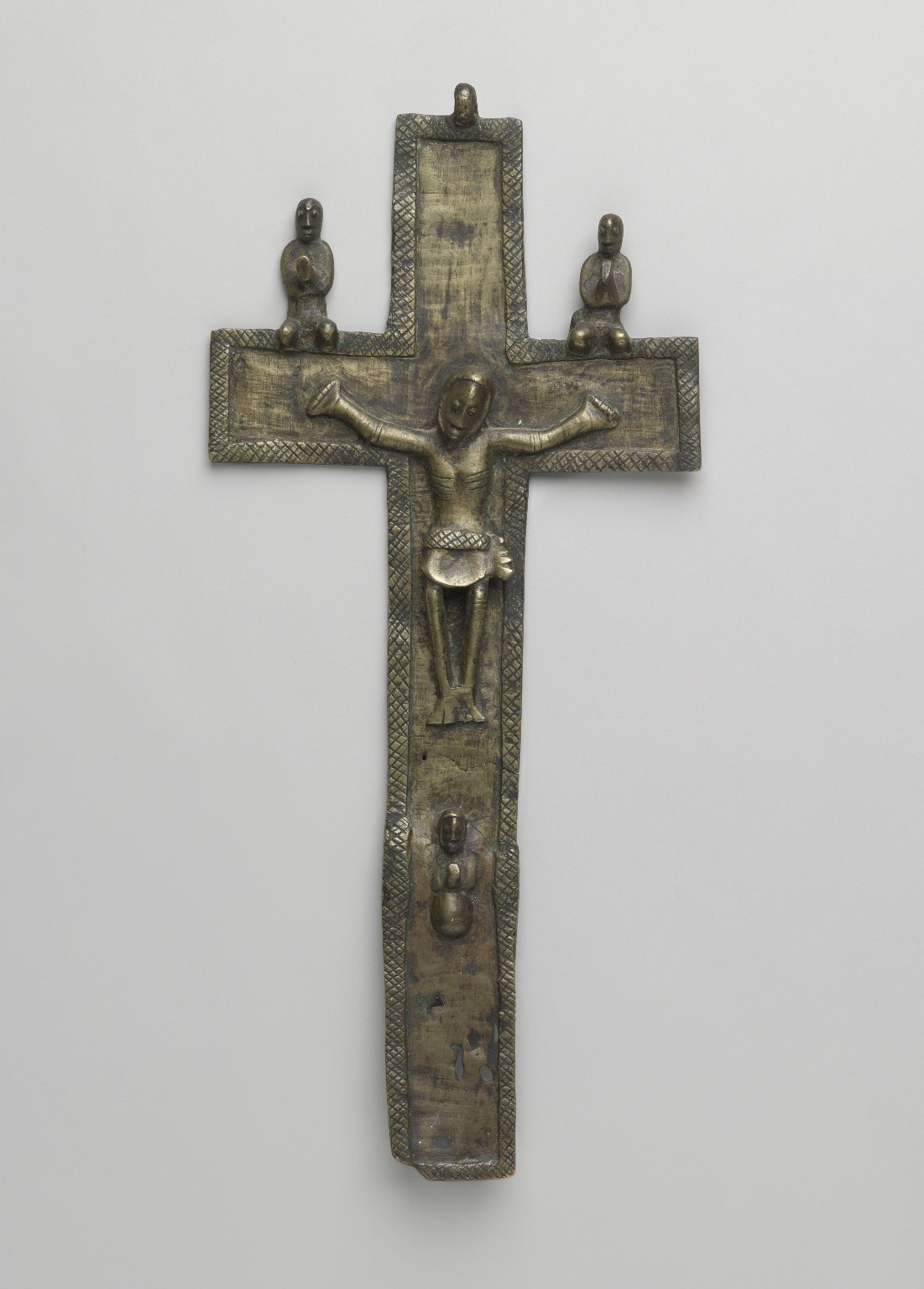
Crucifixo (Nkangi Kiditu), acervo do Brooklyn Museum

A cruz, símbolo central do ritual cristão, também era um motivo fundamental no sistema de crenças congolesas. O cosmograma congo, também chamado Quatro Momentos do Sol, é um círculo em torno de uma cruz. Representa as quatro divisões do dia — amanhecer, meio‑dia, entardecer e meia‑noite — simbolizando a jornada cíclica da vida humana desde o nascimento até o além dos ancestrais. Considerada um emblema de autoridade espiritual e poder, a cruz cristã foi integrada aos cultos ancestrais e rituais funerários, e acreditava-se que possuía propriedades mágicas de proteção. Na cultura congolês, acreditava-se que cruzes intervêm em questões como doença, fertilidade e chuva.
Objetos de arte religiosa cristãos do século XV no Congo são fortemente inspirados em protótipos europeus. Eram geralmente fundidos em molde aberto utilizando metal proveniente de unidades de moeda de latão conhecidas como manilhas, importadas da Europa.
Em crucifixos típicos, os traços faciais de Cristo são reduzidos a abreviações estilizadas com menor detalhamento descritivo. Suas mãos e pés são achatados e os pés são unidos em um único membro pentadáctilo, o que, segundo interpretações da gestualidade congolesa, confere maior poder espiritual. O manto e as costelas são representados de forma simplificada e geométrica. Cristo aparece com grandes olhos ovais protuberantes, um motivo comum na arte congolês que representa a visão sobrenatural de alguém possuído por um ancestral ou divindade. Abaixo de Cristo e acima dos ombros frequentemente há pequenas figuras estilizadas em oração. Seu papel e identidade são desconhecidos, mas podem ser acompanhantes ou ancestrais.